# چقابور دارابی
چقابور داراب، روستایی است از توابع بخش گهواره و در شهرستان دالاهو استان کرمانشاه ایران. اسم‌گذاری این روستا به این معناست: چقابور یا همان «چیابور» به معنی تپه‌های طلایی است. «داراب» نام زمیندار اصلی منطقه که پس از پدر خود «شهباز خان خسروی» به عنوان «خان» به همراه دیگر خان‌های منطقه گوران توسط نماینده شاه ایران انتخاب شده بود الگوبرداری شده‌است.
منبع اصلی درآمد این روستا کشاورزی است و محصول اصلی آن نیز گندم است.

## جمعیت
این روستا در دهستان گوران قرار داشته و بر اساس سرشماری سال ۱۳۸۵ جمعیت آن (۳۳خانوار) ۱۳۵نفر
بوده‌است.